# Witold Lesiewicz
Witold Lesiewicz (Białystok, 9 settembre 1922 – Varsavia, 23 marzo 2012) è stato un regista e sceneggiatore polacco.

## Filmografia parziale
- Duello nel ventre della terra (Dezerter) (1958)
- Rok pierwszy (1960)
- Kwiecien (1961)
- Miedzy brzegami (1963)
- La passeggera (Pasazerka) co-diretto con Andrzej Munk (1963)
- Nieznany (1964)
- Miejsce dla jednego (1966)
- Boleslaw Smialy (1972)